# International Floorball Federation

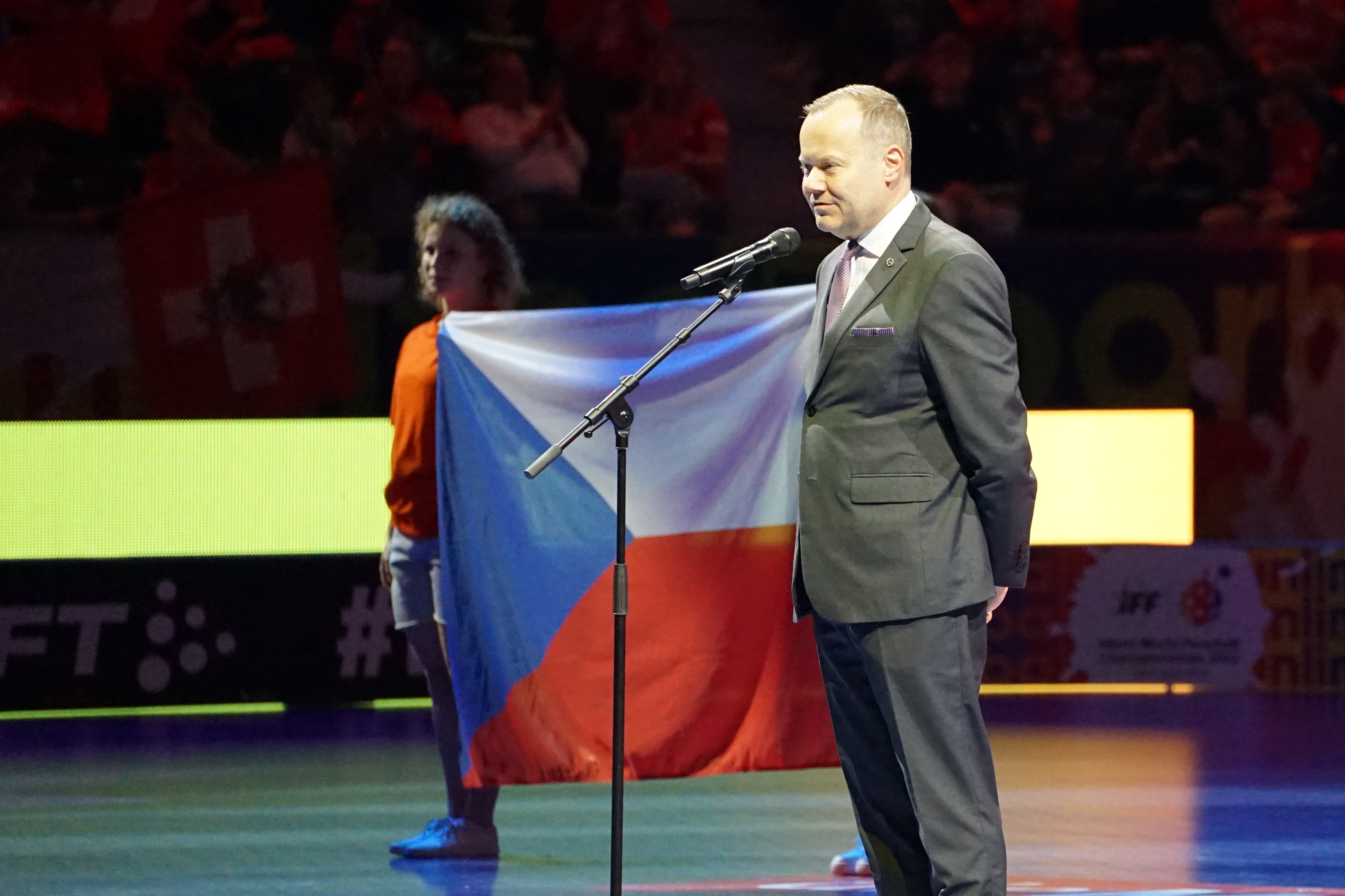
Tomas Eriksson, IFF-Präsident an der WM 2022

Die International Floorball Federation (IFF), gegründet am 12. April 1986 in Huskvarna, ist ein Fachsportverband, der die Sportart Unihockey weltweit vertritt. Zu seinen Mitgliedern zählen derzeit 80 Verbände (Stand 2024) mit insgesamt mehr als 330.000 Spielern in 4.500 Vereinen (Stand 2022).

## Geschichte
Die IFF wurde 1986 in Huskvarna, Schweden, gegründet. Erster Präsident der Federation war András Czitrom.
Die IFF hat ihren Sitz und ihre Geschäftsstelle in Helsinki, Finnland.
Sie ist Mitglied der GAISF (Global Association of International Sports Federations; bis 2017 SportAccord) und wurde am 11. Dezember 2008 durch das Executive Board des Internationalen Olympischen Komitees provisorisch als Sportart anerkannt. Die IFF strebt jetzt die Aufnahme ins Programm der Olympischen Sommerspiele 2020 an.
Im Januar 2009 wurde bekanntgegeben, dass Unihockey als Sportart von der Special-Olympics-Bewegung anerkannt wurde, die die Weltspiele für geistig und mehrfach behinderte Menschen organisiert. Die IFF strebt an spätestens 2013 im Programm der Special Olympics vertreten zu sein.
Die IFF arbeitet auch mit der Internationalen Universitätssportsvereinigung (FISU) zusammen.

## Mitgliedsländer

Die Karte der Mitglieder des IFFs. Dunkelgrün sind ordentliche, hellgrün sind provisorische Mitglieder.

Momentan gibt es 80 IFF Mitglieder (45 ordentliche und 35 provisorische).

### Ordentliche Mitglieder
| Land           | Mitgliedsname                                | Gegründet | IFF Mitglied | Webseite                       |
| -------------- | -------------------------------------------- | --------- | ------------ | ------------------------------ |
| Australien     | Australian Floorball Association             | 1996      | 1996         | www.floorballaustralia.org.au/ |
| Belarus        | Fiedieracija florbola Bielarusi              | 2009      | 2009         | www.floorball.by               |
| Belgien        | Belgian Floorball Federation                 | 1995      | 1995         | www.floorballbelgium.be        |
| Brasilien      | Associação Brasileira de Floorball           | 1998      | 1999         | www.floorball.com.br           |
| China          | China Floorball Federation                   | 2016      | 2019         | www.chinafloorball.org         |
| Dänemark       | Floorball Danmark                            | 1989      | 1991         | www.floorball.dk               |
| Deutschland    | Floorball-Verband Deutschland                | 1992      | 1994         | www.floorball.de               |
| Elfenbeinküste | Cote d’Ivoire Floorball Federation           | 2014      | 2018         |                                |
| Estland        | Eesti Saalihoki Liit                         | 1993      | 1994         | www.saalihoki.ee               |
| Finnland       | Suomen Salibandyliitto                       | 1985      | 1986         | floorball.fi/                  |
| Frankreich     | Fédération Française de Floorball            | 2002      | 2003         | www.floorball.fr/              |
| Georgien       | Georgian Floorball Association               | 2002      | 2002         | www.floorball-ge.narod.ru      |
| Großbritannien | United Kingdom Floorball Federation          | 1995      | 2009         | www.ukfloorball.org            |
| Indien         | Indian Floorball Federation 1                | 2001      | 2002         | indianfloorballfederation.org/ |
| Indonesien     | Indonesian Floorball Association             | 2009      | 2009         | www.floorball.or.id            |
| Iran           | Floorball Association of Iran 2              | 2008      | 2009         | www.ifsafed.com/ifa/           |
| Island         | Icelandic Floorball Committee 3              | 2005      | 2005         | www.isisport.is                |
| Israel         | Israeli Floorball Association                | 2007      | 2007         | www.israelfloorball.org/       |
| Italien        | Federazione Italiana Unihockey Floorball     | 2000      | 2001         | www.fiuf.it                    |
| Jamaika        | Jamaica Floorball Association                |           | 2007         | www.floorballjamaica.org       |
| Japan          | Nihon furoabōru renmei                       | 1983      | 1994         | www.floorball.jp               |
| Kanada         | Floorball Canada                             | 2001      | 2001         | www.floorballcanada.org        |
| Lettland       | Latvijas Florbola Savieniba                  | 1993      | 1994         | www.floorball.lv               |
| Liechtenstein  | Liechtenstein Unihockey 4                    | 1987      | 2005         | www.unihockey.li               |
| Malaysia       | Malaysian Floorball Association              | 2001      | 2002         |                                |
| Neuseeland     | Floorball New Zealand                        | 2009      | 2009         | www.floorball.org.nz           |
| Niederlande    | Nederlandse Floorball en Unihockey Bond      | 1993      | 1994         | www.nefub.nl                   |
| Norwegen       | Norges Bandyforbund/Innebandyseksjonen 5     | 1991      | 1992         | www.bandyforbundet.no/         |
| Österreich     | Österreichischer Floorball Verband           | 1996      | 1997         | www.floorball.at               |
| Pakistan       | Pakistan Floorball Federation                | 2003      | 2004         |                                |
| Philippinen    | Philippine Floorball Association             | 2011      | 2011         | www.floorball.ph/              |
| Polen          | Polska Federacja Unihokeja - Floorball       | 1995      | 1999         | http://www.polskiunihokej.pl/  |
| Russland       | Nazionalnaja Federazija Florbola Rossii 6    | 1992      | 1993         | www.floorballunion.ru/         |
| Schweden       | Svenska Innebandyförbundet                   | 1981      | 1986         | www.innebandy.se               |
| Schweiz        | Swiss Unihockey                              | 1985      | 1986         | www.swissunihockey.ch          |
| Serbien        | Savez Florbola Srbije                        | 2007      | 2007         | www.floorball.org.rs           |
| Singapur       | Singapore Floorball Association              | 1995      | 1995         | www.sfa.sg                     |
| Slowakei       | Slovak Floorball Association                 | 1998      | 1999         | www.szfb.sk                    |
| Slowenien      | Floorball Zveza Slovenije                    | 2000      | 2001         | www.floorballzveza.si          |
| Spanien        | Asociación Española de Unihockey y Floorball | 1998      | 2001         | www.floorball.es/              |
| Südkorea       | Korea Floorball Federation                   | 2004      | 2005         | www.floorball.or.kr            |
| Thailand       | Thai Floorball Federation                    | 2007      | 2007         |                                |
| Tschechien     | Česká florbalová unie                        | 1992      | 1993         | www.ceskyflorbal.cz/           |
| Ukraine        | Ukrayinski Florbol Federatsiya               | 2004      | 2005         | www.floorballukraine.org/      |
| Ungarn         | Magyar Floorball Szakszövetség 7             | 1989      | 1992         | www.hunfloorball.hu            |
| USA            | United States Floorball Association          | 2001      | 2001         | www.usafloorball.org           |

### Provisorische Mitglieder
| Land                         | Mitgliedsname                               | Gegründet | IFF Mitglied | Webseite                           |
| ---------------------------- | ------------------------------------------- | --------- | ------------ | ---------------------------------- |
| Argentinien                  | Argentinian Floorball Association           | 2007      | 2007         |                                    |
| Armenien                     | Armenian Floorball Federation               | 1999      | 2006         | www.floorballarm.narod.ru          |
| Benin                        | Benin Floorball Federation                  | 2024      | 2024         |                                    |
| Burkina Faso                 | Burkina Faso Floorball Federation           | 2022      | 2018 1       |                                    |
| Haiti                        | Haitian Floorball Federation                | 2014      | 2016         |                                    |
| Hongkong                     | Floorball Federation of Hong Kong, China    |           | 2016         |                                    |
| Irland                       | Irish Floorball Association                 |           | 2007         |                                    |
| Kamerun                      | Cameroon Floorball Association              | 2013      |              |                                    |
| Kasachstan                   | National Floorball Federation of Kazakhstan |           | 2022         |                                    |
| Kenia                        | Floorball Federation of Kenya               | 2016      | 2017         | http://www.floorball.or.ke         |
| Kiribati                     | Kiribati Floorball National Federation      | 2019      | 2019         |                                    |
| Kolumbien                    | Colombia Floorball Association              | 2021      | 2021         |                                    |
| Kroatien                     | Croatian Floorball Association              | 2017      | 2018         |                                    |
| Kuwait                       | Kuwait Floorball Committee                  | 2019      | 2019         |                                    |
| Litauen                      | Lietuvos Grindų Riedulio Federacija         | 2010      | 2010         | www.lgrf.lt                        |
| Macau                        | Macau China Floorball General Association   | 2019      | 2022         |                                    |
| Malta                        | Malta Floorball Association                 | 2015      | 2015         |                                    |
| Mexiko                       | Mexican Floorball Federation                | 2023      | 2023         |                                    |
| Moldau                       | Moldavian Floorball Federation              | 2007      | 2007         |                                    |
| Mongolei                     | Mongolian Floorball Federation              | 2005      | 2006         |                                    |
| Mosambik                     | Mozambique Floorball Association            | 2012      | 2012         |                                    |
| Nigeria                      | Floorball Federation of Nigeria             |           | 2017         | http://www.floorball.ng            |
| Pakistan                     | Pakistan Floorball Federation               | 2019      | 2019         |                                    |
| Portugal                     | Portuguese Floorball Federation             | 2007      | 2007         |                                    |
| Ruanda                       | Floorball Federation of Rwanda              |           | 2018         |                                    |
| Rumänien                     | Romanian Floorball Federation               | 2008      | 2008         |                                    |
| Sierra Leone                 | Floorball Association Sierra Leone          | 2008      | 2008         |                                    |
| Salomonen                    | Solomon Islands Floorball Federation        | 2022      | 2023         |                                    |
| Somalia                      | Somalia Floorball Federation 2              | 2016      | 2016         | www.somaliafloorball.org           |
| Südafrika                    | Floorball South Africa                      | 2013      |              |                                    |
| Togo                         | Togo Floorball                              | 2018      | 2019         | www.florbol.org                    |
| Türkei                       | Florbol Türkiye                             | 2004      | 2008         | www.florbol.org                    |
| Uganda                       | Uganda Floorball Association                | 2015      | 2016         | www.floorballuganda.org            |
| Venezuela                    | The Floorball Venezuelan Federation         | 2016      | 2017         | http://www.floorball-venezuela.org |
| Zentralafrikanische Republik | Central African Federation of Floorball     | 2018      | 2019         | http://www.floorball-venezuela.org |